# Петринджень
Петринджень, Петринджені (рум. Pătrângeni) — село у повіті Алба в Румунії. Адміністративно підпорядковане місту Златна.
Село розташоване на відстані 287 км на північний захід від Бухареста, 24 км на захід від Алба-Юлії, 80 км на південь від Клуж-Напоки.

## Населення
За даними перепису населення 2002 року у селі проживали 379 осіб. Усі жителі села рідною мовою назвали румунську.
Національний склад населення села:
| Національність | Кількість осіб | Відсоток |
| -------------- | -------------- | -------- |
| румуни         | 370            | 97,6%    |
| цигани         | 9              | 2,4%     |